# 114649 Jeanneacker
114649 Jeanneacker este o planetă minoră (asteroid), cu un diametru de 6,514 km, din centura de asteroizi. A fost descoperită pe 6 martie 2003 la Saint-Sulpice de Bernard Christophe⁠(d). 
Obiectul prezintă o orbită caracterizată de o semiaxă mare de 3,2232182869696 UAi, o excentricitate de 0,08, o înclinație de 10 ° în raport cu ecliptica.